# Raymond R. MacCurdy
Raymond R. MacCurdy (*1916 - ), hispanista estadounidense.

## Biografía
Catedrático de la Universidad de New México en Albuquerque. Realizó estudios lingüísticos (The Spanish Dialect in St. Bernard Parish, Louisiana, 1950) y un minucioso estudio bibliográfico sobre los periódicos y revistas publicados en lengua española en Louisiana desde 1808 a 1949 (Albuquerque, 1951). Después se dedicó a editar y estudiar el teatro de Francisco de Rojas Zorrilla, en obras como Francisco de Rojas Zorrilla and the Tragedy (1958) y en ediciones como la de Obligados y ofendidos y Gorrón de Salamanca, Salamanca: Anaya, 1963), Morir pensando matar y la vida en el ataúd (Madrid: Espasa-Calpe, 1961). También ha hecho ediciones críticas del teatro de Tirso de Molina.

## Obras

### Estudios
- A history and bibliography of Sspanish-Language Newspapers and Magazines in Louisiana 1808-1949. Albuquerque (New México) : University, 1951..
- A spanish word-list of the "brulis" dwellers of Louisisana s.l. : s.n., s.a.
- Francisco de Rojas Zorrilla and the tragedy Albuquerque: University of New Mexico press, 1958.
- The bathing nude in golden age drama s.l. : s.n., s.a.
- The spanish dialect in St. Bernard Parish, Louisiana. Albuquerque:  University of New Mexico, 1950.
- The tragic fall: don Alvaro de Luna and other favorites in spanish golden age drama Chapel Hill: University of North Carolina, 1978.
- Francisco de Rojas Zorrilla. Bibliografía crítica.  Madrid: CSIC, Cuadernos Bibliográficos nº18, 1965.
- Francisco de Rojas Zorrilla, New York, Twayne Pub, 1970.
- “A Legal Revival of pundonor in Spanish Louisiana.”  Hispania 33 (1950): 30-32.
- “Notes on the Fateful Curse in Golden Age Drama.” Kentucky Romance Quarterly 21 (1974): 317-34.
- “The Problem of Spanish Golden Age Tragedy: A Review and Reconsideration.”  South Atlantic Bulletin 38 (1973): 3-14.

### Ediciones
- VV. AA., Spanish Drama of the Golden Age: 12 Plays, New York, Appleton-Century-Crofts, 1971
- Francisco de Rojas Zorrilla, Lucrecia y Tarquino, Albuquerque, 1963.
- Francisco de Rojas Zorrilla, Morir pensando matar. La vida en el ataúd. Madrid: Clásicos Castellanos, 1961.
- Francisco de Rojas Zorrilla, Lucrecia y Tarquino, Albuquerque, The University of New Mexico Press, 1963.,
- Francisco de Rojas Zorrilla, Obligados y ofendidos y Gorrón de Salamanca, Salamanca: Anaya, 1963)
- Francisco de Rojas Zorrilla, Morir pensando matar y la vida en el ataúd (Madrid: Espasa-Calpe, 1961).
- Francisco de Rojas Zorrilla, Del Rey Abajo, Ninguno.
- Tirso de Molina, El Burlador de Sevilla y Convidado de Piedra and La Prudencia en la Mujer, New York: Dell, 1965.

### Traducciones
- Alfonso De Valdes And The Sack Of Rome: Dialogue Of Lactancio And An Archdeacon, Hispanic Sorces Series, Vol. 1. Translated By John E. Longhurst & Raymond R. MacCurdy. Albuquerque: University Of New Mexico Press, 1952.

- Datos: Q6100841